# Kunz von Kaufungen

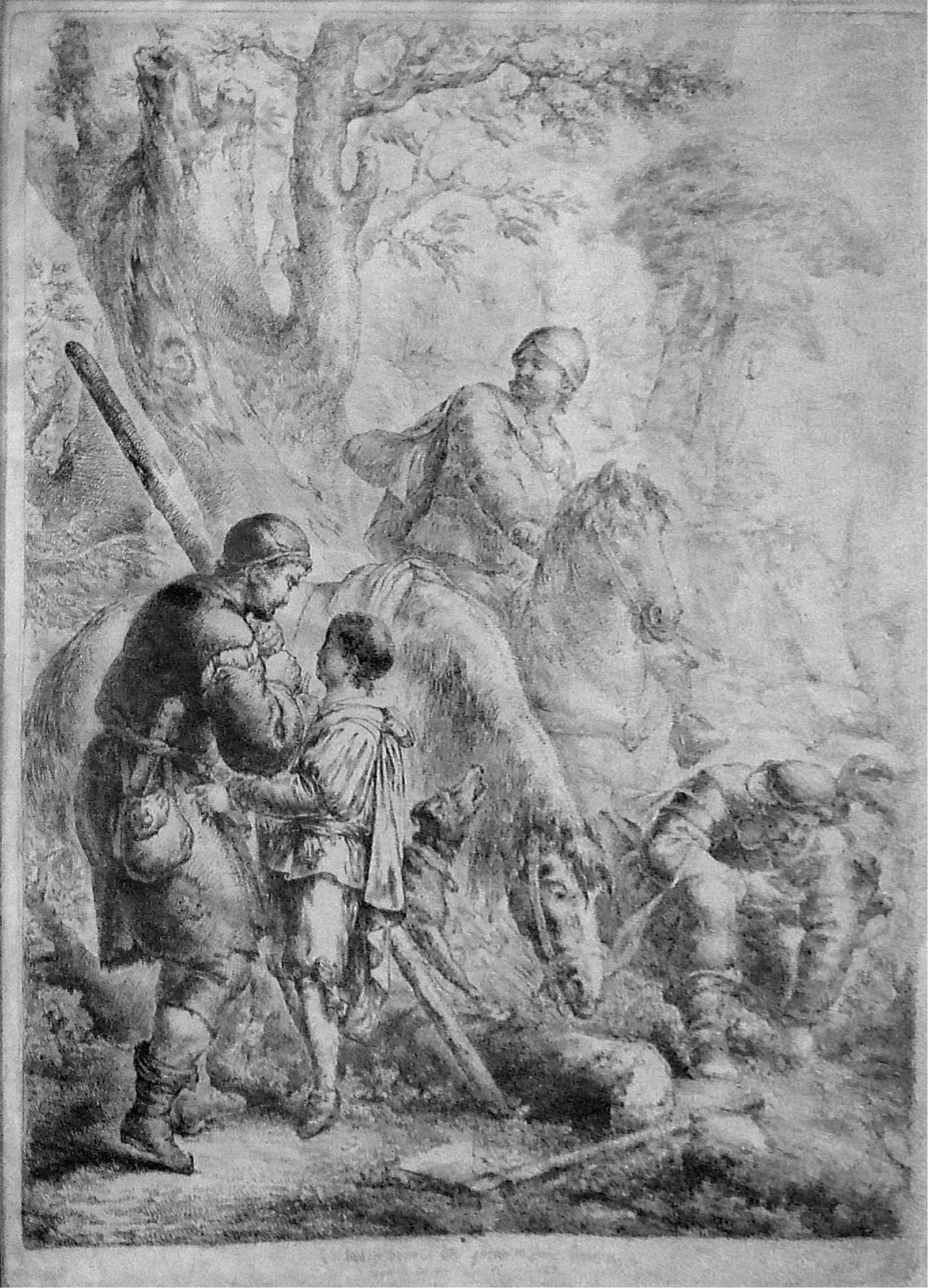
Sachsiska prinsrovet (Bernhard Rode 1781)

Kunz von Kaufungen, född omkring 1410, död 1455, var en tysk riddare och förövare av det så kallade sachsiska prinsrovet 1455. Han avrättades därför samma år.